# Spenörtsmalmätare
Spenörtsmalmätare (Eupithecia trisignaria) är en fjärilsart som beskrevs av Herrich-Schäffer. Spenörtsmalmätare ingår i släktet Eupithecia och familjen mätare. Arten är reproducerande i Sverige. Inga underarter finns listade i Catalogue of Life.

## Bildgalleri

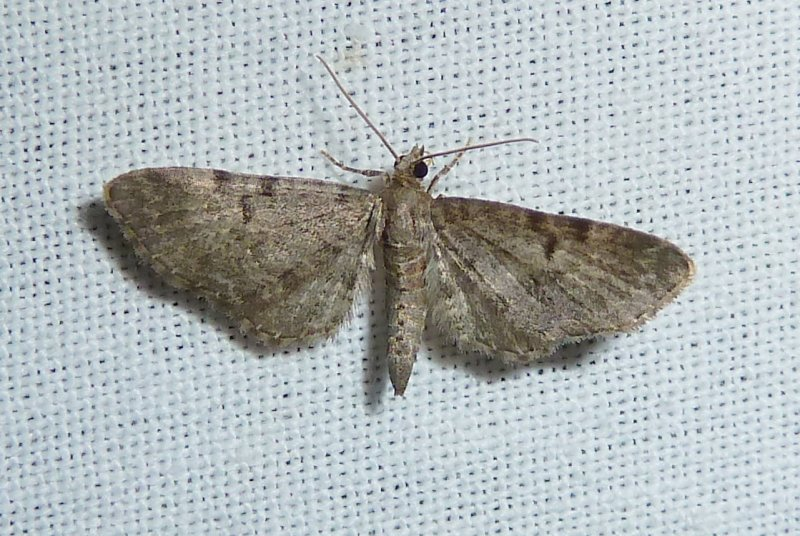
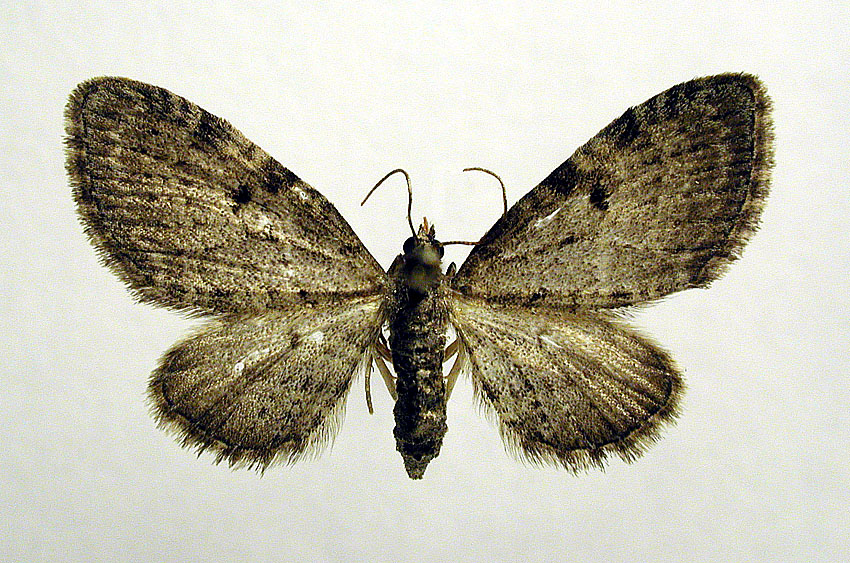
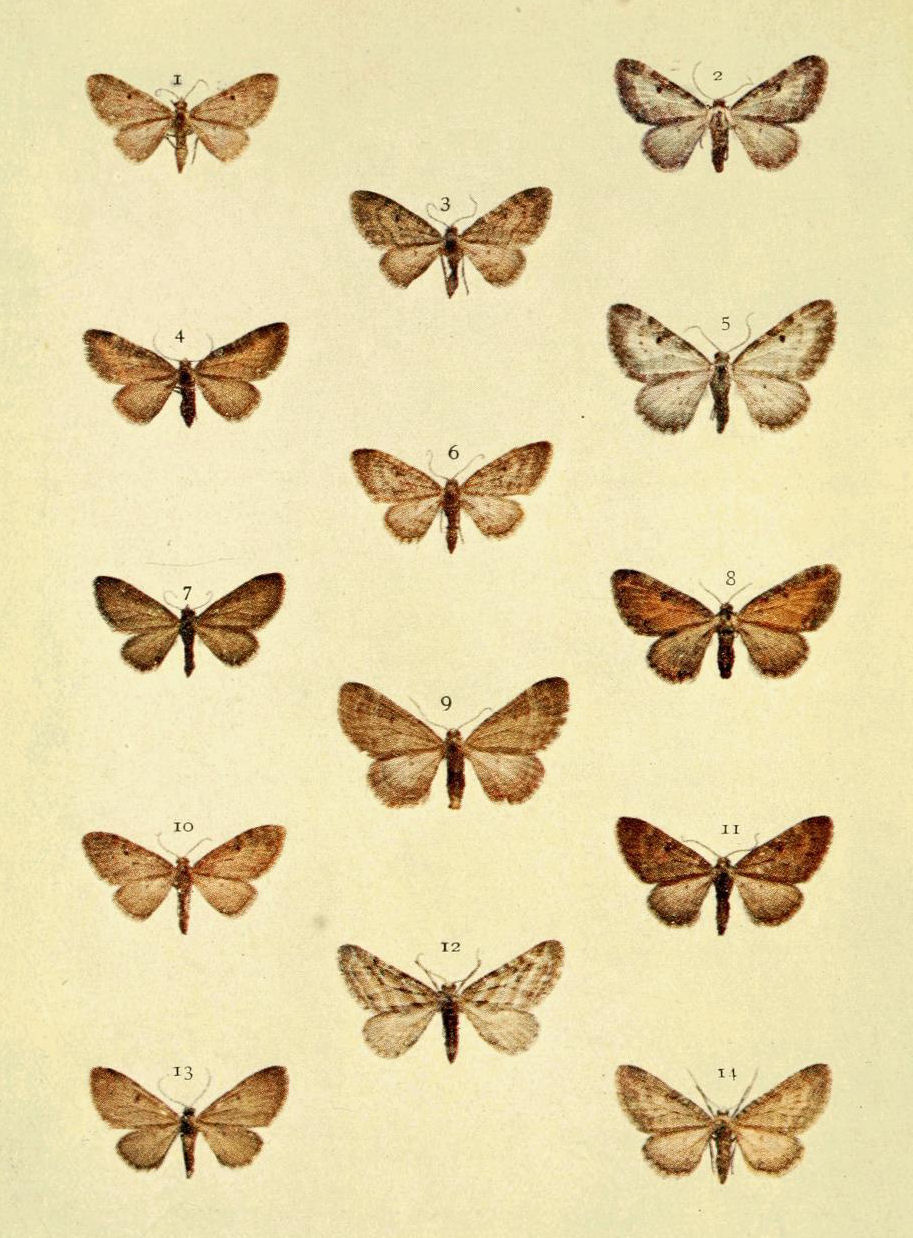